# Loi Berti
Pour les articles homonymes, voir Berti.
La loi Berti,  du nom de son auteur Domenico Berti, ministre de l'Éducation du gouvernement Depretis V (ou officiellement : loi n° 3657 du 11 février 1886) est une loi du royaume d'Italie promulguée pendant le gouvernement Depretis VII en 1886.

## Histoire
Complétée par un règlement d'application, la loi fixait à neuf ans l'âge minimum d'admission au travail, à douze ans l'âge minimum pour le travail de nuit et indiquait un maximum de huit heures de travail pour ceux-ci. Le règlement d'application indiquait également une pénalité allant de 50 à 100 lires pour chaque enfant indûment maintenu au travail ; ces pénalités étaient inférieures à celles du texte original de sept ans plus tôt, qui allaient jusqu'à 500 lires pour chaque individu.
Cette loi n'a jamais été pleinement appliquée parce que les conditions économiques et politiques préalables faisaient défaut ; en outre, l'État n'a jamais pris la peine de nommer une commission d'inspecteurs pour vérifier son application. La loi Berti est restée en vigueur jusqu'en 1902, date à laquelle la loi Carcano a été adoptée.

## Note
1. 1 2 3   P. Cendon, Il diritto privato nella Giurisprudenza - Lavoro II Il lavoratore, UTET Giuridica, 2009.  (ISBN 9788859804437).
2. ↑  L'ÉTAT UNITAIRE ET LA PREMIÈRE LOI SUR LE TRAVAIL DES ENFANTS LITTÉRATURE DE LA CRISE PROJETS POLITIQUES